# YES
Young European Socialists, forkortet YES, er de socialdemokratiske ungdomsorganisationers Europæiske paraplyorganisation 
Før foråret 2013 hed organisationen ECOSY. Blandt medlems-organisationerne er Danmarks Socialdemokratiske Ungdom.
| Forening eller organisation | Spire Denne artikel om en forening eller organisation er en spire som bør udbygges. Du er velkommen til at hjælpe Wikipedia ved at udvide den. |